# Естонська радянська енциклопедія
Естонська радянська енциклопедія (ЕРЕ) (ест. Eesti nõukogude entsüklopeedia (ENE)) — назва двох видань універсальної енциклопедії естонською мовою, перше з яких складалося з восьми томів і було видано видавництвом «Валгус» в 1968—1976 роках, а друге почало видаватися в 1985—1990 роках.
З 1966 по 1989 головним редактором «Естонської радянської енциклопедії» був Густав Наан.
Перші чотири томи другого видання енциклопедії вийшли під назвою «Eesti nõukogude entsüklopeedia» («Естонська радянська енциклопедія»), а починаючи з 1990 — під назвою «Eesti entsüklopeedia» («Естонська енциклопедія»). Видання енциклопедії завершилося в 2006. Всього вийшло десять основних томів, п'ять додаткових томів, а також довідник «ENE kaardid» («Карти ЕСЕ»), «Suur maailma atlas» («Великий атлас світу») і, що видавалася в 2002-му і в 2006, «Väike entsüklopeedia» («Мала енциклопедія»).